# 的黎波里伯国
的黎波里伯國是十字軍國家中最晚成立的政權，該國以黎凡特的的黎波里為統治中心，掌控黎巴嫩北部與叙利亚西部的部分地區，除卻來自歐洲的貴族階層外，伯國治下的居民大多是當地的基督徒、德魯茲人以及穆斯林。
當主要由來自奧克西塔尼亞地區士兵所組成的法蘭西人十字軍於1109年佔領的黎波里時，土魯斯的貝特朗成為的黎波里的第一任伯爵，同時貝特朗向耶路撒冷國王鮑德溫一世宣示效忠，成為耶路撒冷王國的附庸。從那時起，伯國的統治者便不再嚴格地經由繼承權順序來決定，而往往是依軍事力量（包括外部武力干預和内战）、恩賜與談判等因素來決定的。
1289年，开罗的蘇丹嘉拉溫率領马穆鲁克大軍征服了的黎波里伯國，將其併入馬穆魯克王朝的領土內。

## 基督教軍隊攻陷的黎波里
土魯斯的雷蒙四世是最富有且實力最強大的十字軍領袖之一。儘管如此，他卻在第一次十字军东征順利收復聖地後，仍未能在近東地區獲得任何的土地。與此同時，由其他十字軍領袖所創建的埃德萨伯国、耶路撒冷王國和安條克公國皆早已成立。由於的黎波里當地的土壤肥沃且人口稠密，同時因其連接了南部法兰西人和北部諾曼人所建立的十字軍國家，而具有相當重要的戰略位置。為此渴望在近東獲得領土的雷蒙四世，遂於1102年率軍佔領了托爾圖沙，並在1103年著手準備與參加1101年十字軍的兵士們一同攻占的黎波里。

### 聖吉爾斯堡

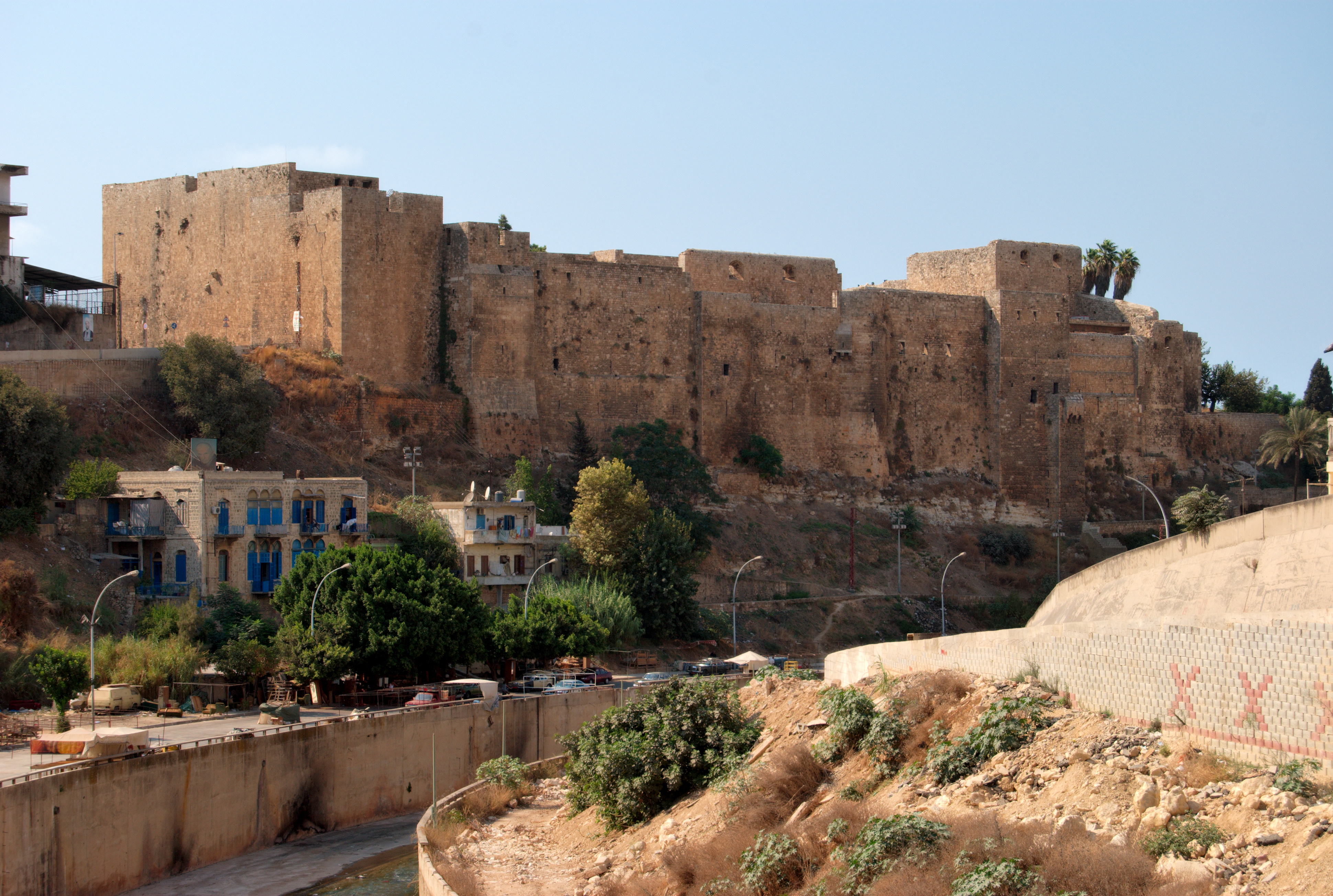
雷蒙四世所建立的聖吉爾斯堡

為了圍攻的黎波里，雷蒙四世在距離該城3公里遠的一處天然山脊上，開始興建一座大型的城堡，這座堡壘被雷蒙四世命名為「朝聖者之巔」（亦被稱為聖吉爾斯堡）。儘管有了這座新修築的要塞和作戰經驗豐富的軍隊，但雷蒙四世卻並未擁有能從海上封鎖城市的艦隊，導致即使的黎波里遭受長期的圍攻，卻仍能從港口源源不絕地獲取所需的物資，最終，雷蒙四世在尚未占領的黎波里的情況下，於1105年2月25日去世。

### 繼承糾紛
雷蒙四世死後，他的堂兄兼戰友威廉二世·約旦獲得加利利親王坦克雷德的支持，繼續領導軍隊圍攻的黎波里，但他的繼承權卻受到雷蒙四世私生子土魯斯的貝特朗的挑戰。貝特朗在耶路撒冷國王鮑德溫一世的支持下，帶領一支人數眾多的大軍，以及規模龐大的熱那亞艦隊抵達近東地區。為了解決繼承問題引起的糾紛，鮑德溫一世親自劃定了分治領土的協定。依據該協定的內容，威廉二世將得到的黎波里的北部地區並向坦克雷德效忠，而貝特朗則將作為鮑德溫一世的附庸且掌控的黎波里南部疆域。在耶路撒冷王國的協助下，基督徒軍隊團結一致地圍攻的黎波里，最終於1109年7月12日攻陷了城市。由於威廉二世在圍城期間被一支利箭射中心臟而斃命（有人認為這是一場謀殺），貝特朗因此成為的黎波里伯國無可爭議的第一任伯爵。

## 伯國的結構組織

### 領土範圍
的黎波里伯國的疆域部分取決於早前拜占庭帝國的舊有邊界，部分則是在戰役中贏得的土地，同時其也受到相鄰十字軍國家一定程度的影響。於的黎波里伯國的鼎盛時期，該國控制了北從馬拉克萊亞南至贝鲁特的整個海岸線，而在內陸地區，伯國的控制範圍向東擴展到骑士堡，握有荷姆斯峽谷一帶富饒的農田。伯國的疆域大致以沿海港口為中心，細分為數塊領地，的黎波里伯爵本人統轄的黎波里海港及其周邊地區，同時伯國東部的蒙費朗城堡（今叙利亚巴阿林）亦歸伯爵所有。的黎波里周圍大約四分之一的土地被劃給了熱那亞人，作為對熱那亞艦隊提供軍事上幫助的報酬，熱那亞的海軍將領古列爾莫·恩布里亞科更被授予比布魯斯一城。

### 臣屬關係
儘管鮑德溫一世在黎波里伯國建立的過程中出力甚多，不過他並未直接控制伯國的領土。雖然如此，的黎波里伯國仍向鮑德溫一世宣誓效忠與致敬，而作為對伯國忠誠的回報，鮑德溫一世將會在伯國遭遇困難時提供軍事力量上的支持。

### 軍事防禦

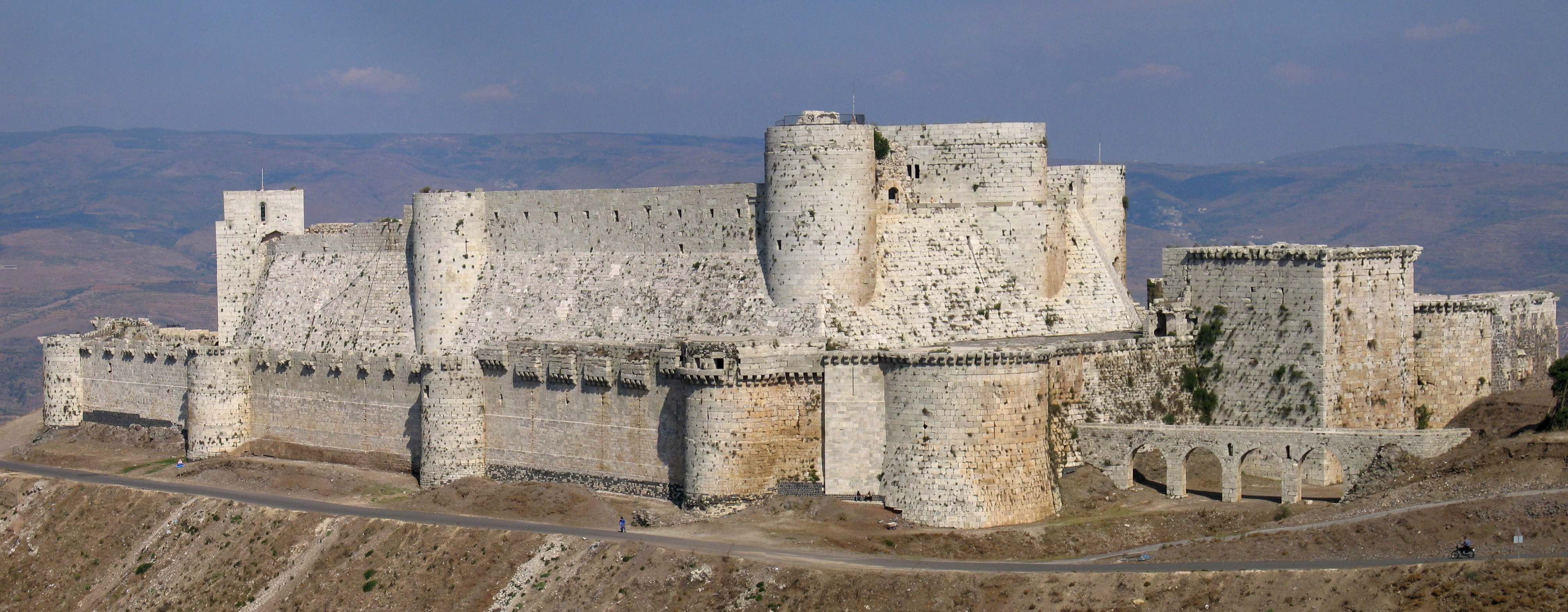
位於現今叙利亚境內的骑士堡

即使佔領了狹窄的沿海平原，但聳立的山脈仍是的黎波里伯國主要的天然防線，伯國建有多座堡壘來保障山口的安全。穆斯林軍隊（突厥人和埃及人）多次襲擊的黎波里伯國的邊界，尤其在伯國的東部邊境更是活動頻繁。1137年，雷蒙二世伯爵喪失了對蒙費朗城堡的掌控。當阿薩辛（伊斯兰教尼扎里派）的勢力開始盤據於北部的努賽里耶山脈時，穆斯林在該地區的地位大幅提升。1144年，為了增加伯國的防禦力量以及應對來自伊马德丁·赞吉的威脅，雷蒙二世將沿著贝卡谷地大片平原的邊境土地授予医院骑士团 ，其中包括骑士堡、艾奈斯、泰勒凱萊赫、卡拉特·菲利斯（Qalaat el Felis）與馬爾達貝克（Mardabech）等地的堡壘。在1150年代，由於圣殿骑士团駐守在濱海的托爾圖沙，伯國的防禦力量得到進一步的增強。

### 宗教
在宗教事務上，本來屬於耶路撒冷王國附庸的的黎波里伯國應受耶路撒冷宗主教所統轄。然而，伯國的第三任伯爵的黎波里的龐斯與安条克一方結成聯盟，並承認了安條克宗主教對伯國在宗教上的權威，即使在教宗頒布的黎波里伯國需從屬耶路撒冷宗主教權威的詔令後依舊是如此。

## 與塞爾柱帝國的戰爭

### 西扎

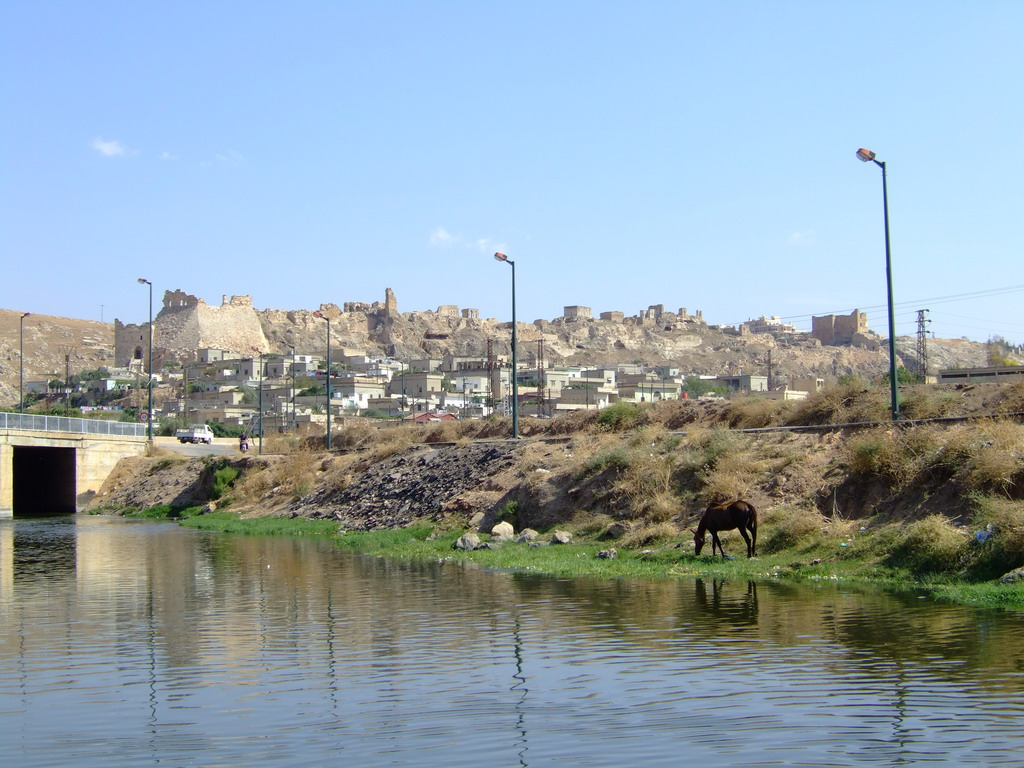
西扎的要塞與城鎮

作為耶路撒冷王國的附庸，的黎波里伯爵土魯斯的貝特朗數次參與對塞尔柱帝国的戰爭。1111年，當塞爾柱將軍莫杜德向安條克公國和埃德萨伯国發起攻勢時。貝特朗和鮑德溫一世一同領兵出征保護北方的基督徒。安條克攝政坦克雷德和埃德薩伯爵鮑德溫亦率軍加入了他們的隊伍，最終基督徒聯軍成功在西扎之戰擊敗來犯的莫杜德，成功保衛住十字軍諸國的領土。

### 哈卜
1119年，塞爾柱帝國再次進攻安條克公國，並在血地之戰中徹底摧毀安條克的主力大軍。所幸的黎波里伯爵龐斯和鮑德溫二世於哈卜戰役中險勝伊爾加齊的軍隊，挽救了安條克公國危急的局勢。

### 阿札茲
1125年，突厥人再度入侵埃德薩伯國轄下的阿扎茲，為此的黎波里伯爵龐斯率軍前往援助，他偕同鮑德溫二世與埃德薩伯爵喬治林一世將突厥人從阿扎茲引誘到平原上進行伏擊，於該場阿扎茲之戰中戰勝突厥人的軍隊。

## 1170年的地震
1170年6月29日，一場強烈的地震襲擊了的黎波里地區，包括骑士堡、查斯特·布蘭克堡 和阿雷梅在內的堡壘皆遭到破壞，的黎波里的聖瑪麗大教堂亦毀於地震中，該場地震導致努爾丁和的黎波里伯國之間達成短暫的休戰。

## 伯國覬覦者

### 阿方索·約旦之子，土魯斯的貝特朗

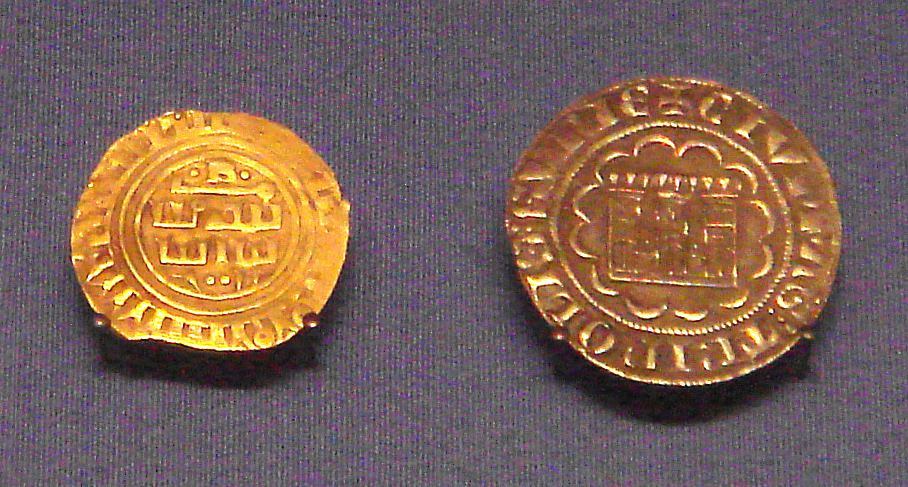
大英博物馆內收藏的的黎波里伯國錢幣，左為金質且刻有阿拉伯语銘文的拜占特，右側是銀製的戈羅斯

阿方索·約旦是雷蒙四世和他第三任妻子卡斯蒂利亞的艾薇拉所生的兒子，雖然阿方索出生在的黎波里當地，不過他卻是於法國長大。1147年，因埃德萨伯国的首都埃德薩遭赞吉王朝大軍攻陷之緣故，阿方索響應了第二次十字军东征的號召，此後他於東征期間可能因中毒而在1148年於凯撒利亚去世。而阿方索有一個名為土魯斯的貝特朗（Bertrand of Toulouse）的私生子，貝特朗在其父死後，仍繼續率軍向的黎波里前進，打算奪取的黎波里伯國的統治權。當時的黎波里的統治者是首任伯爵貝特朗之孫雷蒙二世。在土魯斯的貝特朗率軍襲擊伯國轄下的阿雷梅後，雷蒙二世決定請求穆斯林領袖努爾丁和穆因纽丁·乌讷尔發兵攻打他的表弟貝特朗，而僅在數月前的大馬士革圍城戰中，這兩人還是雷蒙二世的敵手。穆斯林大軍很快便攻下阿雷梅一城，並俘獲土魯斯的貝特朗，貝特朗隨後被押往監獄禁錮將近十年的時間，1159年，在拜占庭皇帝曼努埃爾一世的干預下，貝特朗最終被釋放。穆斯林日後將阿雷梅歸還給雷蒙二世。1152年，雷蒙二世遭阿薩辛派的刺客殺害，他也是歷史上被阿薩辛暗殺身亡的首位非穆斯林受害者。

### 居伊二世·恩布里亞科
當博希蒙德七世於1275年繼承的黎波里伯爵和名義上的安條克親王時。由於其年紀尚幼，因此托爾圖沙主教巴多羅買（Bartholomew, Bishop of Tortosa）自1275年－1277年間負責擔任博希蒙德七世的攝政。但的黎波里主教塞尼的保羅，以及他的盟友圣殿骑士团團長博熱的紀堯姆皆反對巴多羅買掌權，故此當博希蒙德七世於1277年成年親政後，巴多羅買交到他手上的不僅僅是伯爵的權柄，還有聖殿騎士的敵意。埃爾努寫道：

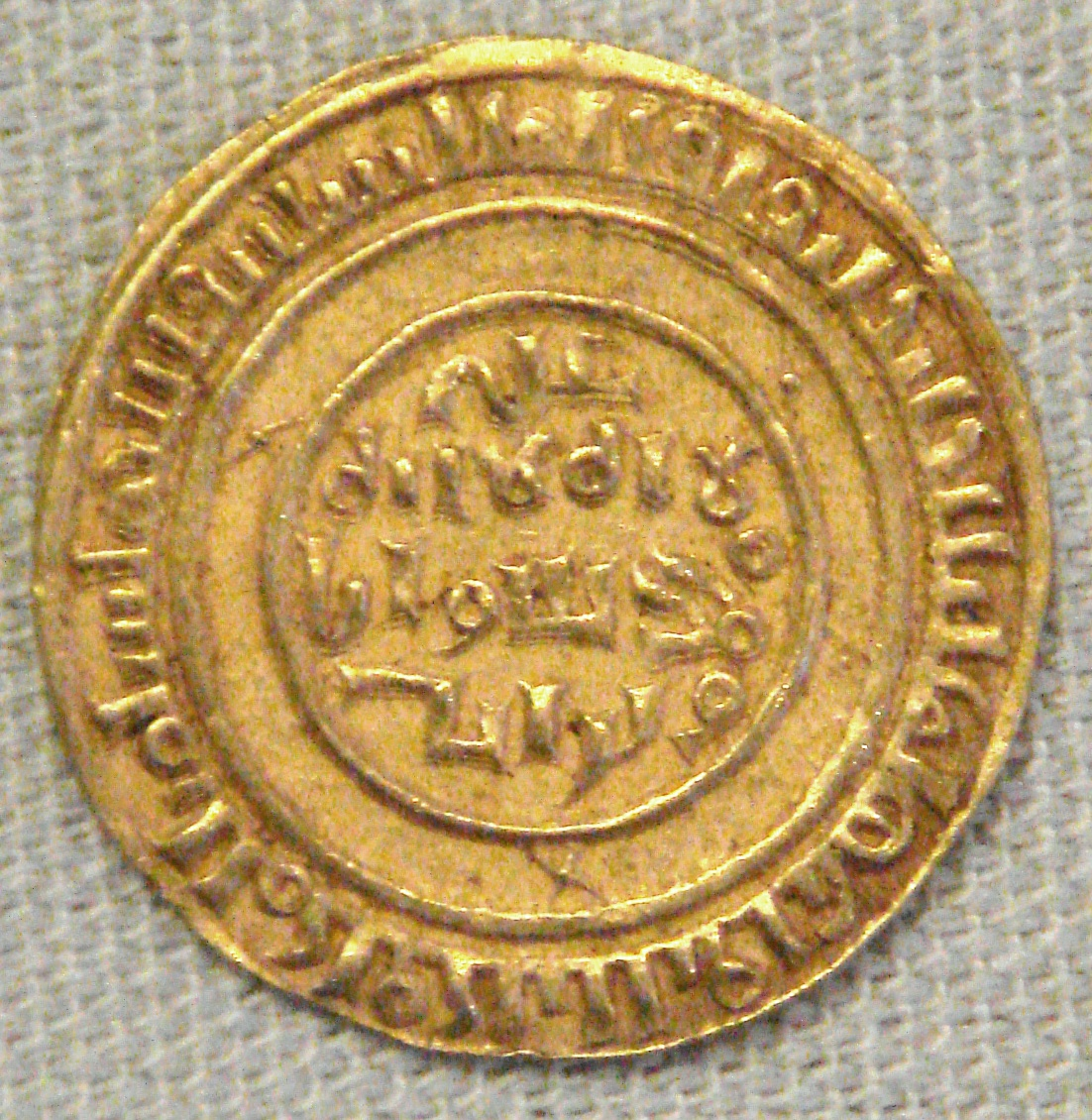
一枚的黎波里伯國錢幣

這是博希蒙德七世和聖殿騎士間戰爭的開始。

起先比布魯斯的領主居伊二世·恩布里亞科是博希蒙德七世的封臣，但後來兩人之間卻因一些恩怨而相互結仇（他們的衝突是热那亚共和国和威尼斯共和国貿易戰爭的一部分）。居伊二世在聖殿騎士團的支持下，起兵意圖推翻博希蒙德七世的統治，博希蒙德七世得知消息後，他立即洗劫了的黎波里的聖殿騎士會堂，以及蒙特羅克的森林（forests at Montroque）在內的騎士團領地與財產。在接下來的幾個月裡，雙方人馬在拜特龍、尼芬堡、賽達和海上等多處地點交戰，不過雙方皆未能取得決定性的戰果。1282年，居伊二世與聖殿騎士在突襲的黎波里的計畫失敗後，他們最終向博希蒙德七世投降，博希蒙德七世立即下令處決所有的聖殿騎士，居伊二世其餘的支持者們亦被弄瞎雙眼，至於居伊二世本人與他的兄弟親屬則被押往尼芬堡活活餓死。

### 貝內代托一世·扎卡里亞
當居伊二世·恩布里亞科在1282年被處決，以及博希蒙德七世於1287年去世後，的黎波里隨即陷入权力真空的局面。的黎波里伯國的貴族們共同提議由一名實力強大的熱那亞商人－貝內代托一世·扎卡里亞繼承伯爵之位，同時他們還鼓勵熱那亞人直接控制伯國的領地。而在的黎波里當地，來自歐洲各大商業城市的人們獲得特殊的社會地位（尤其是來自意大利海上共和国的商人），不過他們並不屬於貴族階層，商人階層另推選巴多羅買·恩布里亞科（Bartholomew Embriaco）出任的黎波里的市長。由於博希蒙德七世沒有子嗣，他的母親亞美尼亞的西比菈則因為是托爾圖沙主教巴多羅買盟友的緣故，被認為是的黎波里的敵人而從伯國的繼承人選中遭剃除。博希蒙德七世的妹妹露西婭在医院骑士团的支持下於尼芬堡建立起自己的勢力範圍，最終巴多羅買·恩布里亞科和商人階層認定他們無法單獨治理的黎波里，且貝內代託一世·扎卡里亞拒絕成為的黎波里的統治者。因此在經過談判後，露西婭最終於1288年繼任成為的黎波里伯爵。

## 穆斯林征服的黎波里伯國

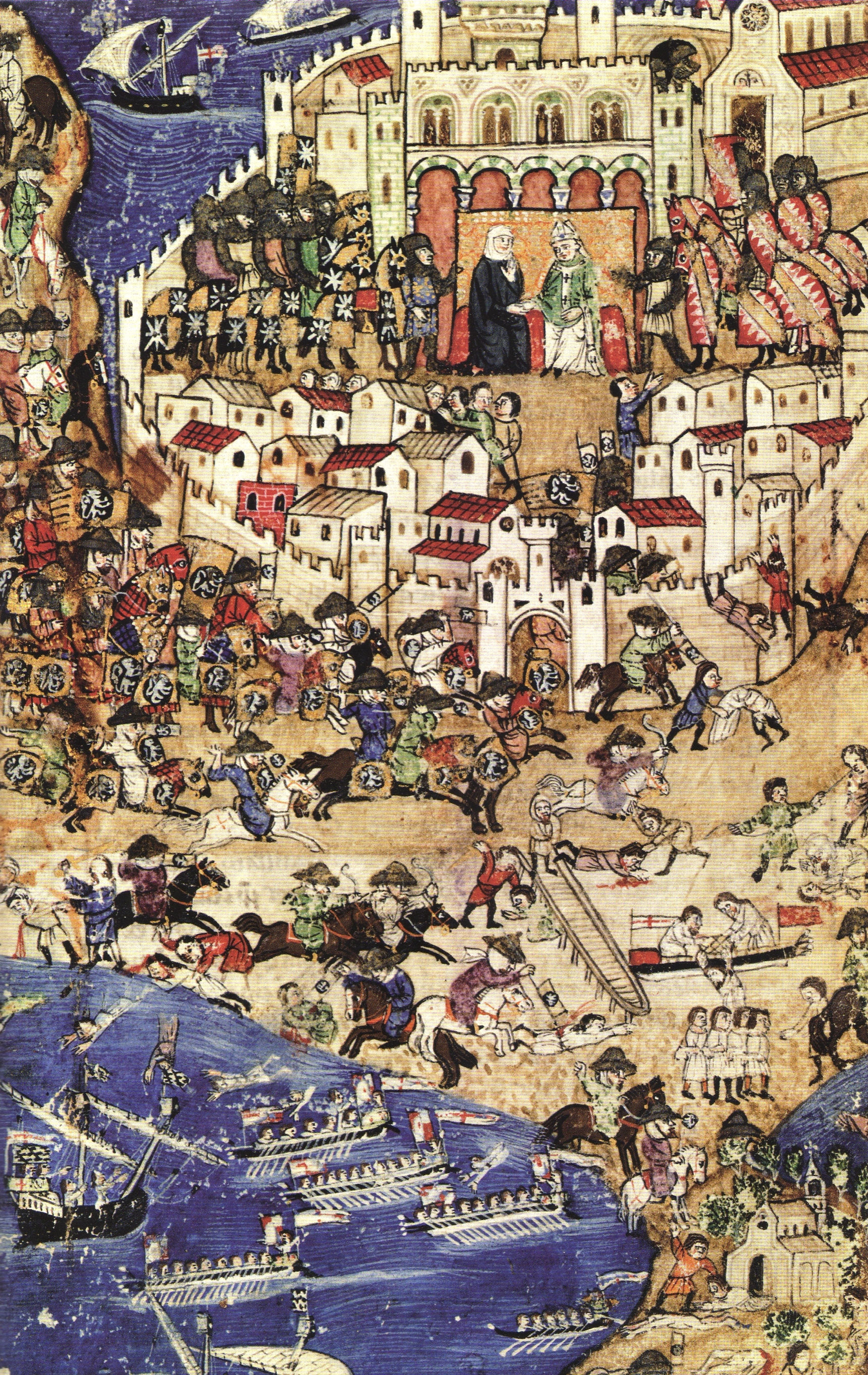
馬穆魯克軍隊於1289年攻陷的黎波里

內訌不斷、資源匱乏、連年的作物歉收，加上貿易路線和當地經濟環境的變化，以及穆斯林和蒙古人龐大的軍事壓力最終導致耶路撒冷王國的衰落。到了1280年代，早年建立的十字軍諸國中，僅剩下如同風中殘燭般的耶路撒冷王國和的黎波里伯國兩個國家。儘管埃及的馬穆魯克王朝與伯國簽訂了條約，但在1289年3月，的黎波里仍傾向和蒙古人結盟，此舉導致埃及的蘇丹嘉拉溫決定率軍攻打的黎波里。即使伯國在絕望中仍極力抵抗來犯的馬穆魯克軍隊，但的黎波里依舊逃不過淪陷的命運，最終亡於馬穆魯克王朝大軍的鐵蹄之下。

## 的黎波里伯爵列表
- 雷蒙四世（1102年－1105年）
- 阿方索·約旦（1105年－1109年）
- 威廉二世·約旦（英语：William II Jordan）（1105年－1109年）
- 土魯斯的貝特朗（英语：Bertrand, Count of Toulouse）（1109年－1112年）
- 的黎波里的龐斯（英语：Pons, Count of Tripoli）（1112年－1137年）
- 的黎波里的雷蒙二世（1137年－1152年）
- 的黎波里的雷蒙三世（1152年－1187年）
- 的黎波里的雷蒙四世（英语：Raymond IV, Count of Tripoli）（1187年－1189年），安條克親王博希蒙德三世之子。
- 博希蒙德四世（1189年－1233年，兼任安條克親王：1201年－1216年與1219年－1233年）
- 博希蒙德五世（1233年－1252年，兼任安條克親王）
- 博希蒙德六世（1252年－1275年，兼任安條克親王：1252年－1268年）
- 博希蒙德七世（1275年－1287年）
- 的黎波里的露西婭（1287年－1289年）

的黎波里伯國淪陷後名義上的伯爵：
- 的黎波里的露西婭（1289年－約1299年）
- 圖西的腓力二世（西班牙语：Felipe II de Toucy）（約1299年－1300年）